# Parallelia arctotaenia
Parallelia arctotaenia là một loài bướm đêm trong họ Erebidae.